# Бургіштайн
Бургіштайн (нім. Burgistein) — громада  в Швейцарії в кантоні Берн, адміністративний округ Тун.

## Географія
Громада розташована на відстані близько 19 км на південь від Берна.
Бургіштайн має площу 7,5 км², з яких на 9,7% дозволяється будівництво (житлове та будівництво доріг), 76,1% використовуються в сільськогосподарських цілях, 13,4% зайнято лісами, 0,8% не є продуктивними (річки, льодовики або гори).

## Демографія
2019 року в громаді мешкало 1113 осіб (+7,6% порівняно з 2010 роком), іноземців було 4%. Густота населення становила 148 осіб/км².
За віковим діапазоном населення розподілялося таким чином: 19,3% — особи молодші 20 років, 62,7% — особи у віці 20—64 років, 18% — особи у віці 65 років та старші. Було 488 помешкань (у середньому 2,3 особи в помешканні).
Із загальної кількості 354 працюючих 166 було зайнятих в первинному секторі, 99 — в обробній промисловості, 89 — в галузі послуг.